# Anaxagoras (kráter)

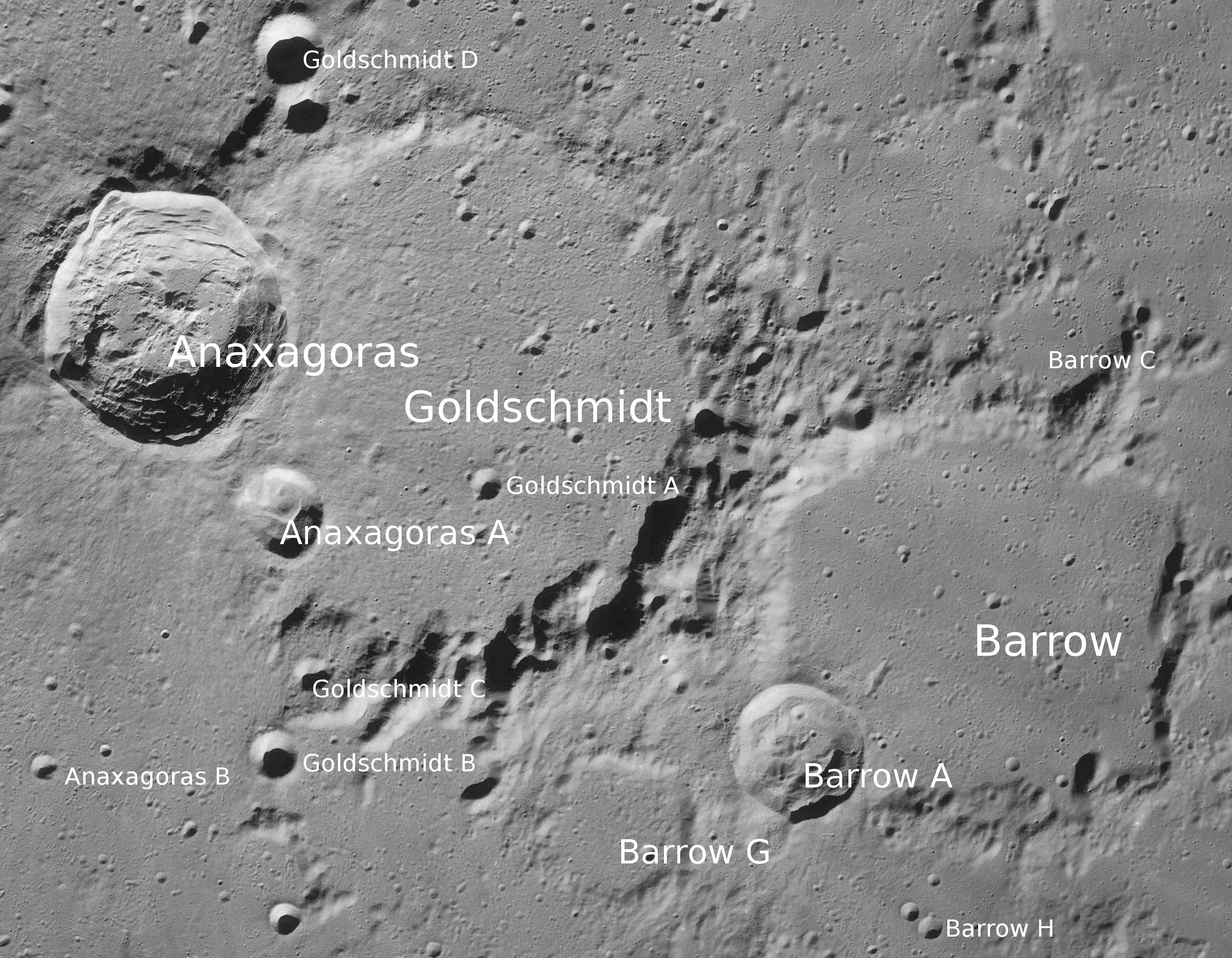
Kráter Anaxagoras (vlevo).

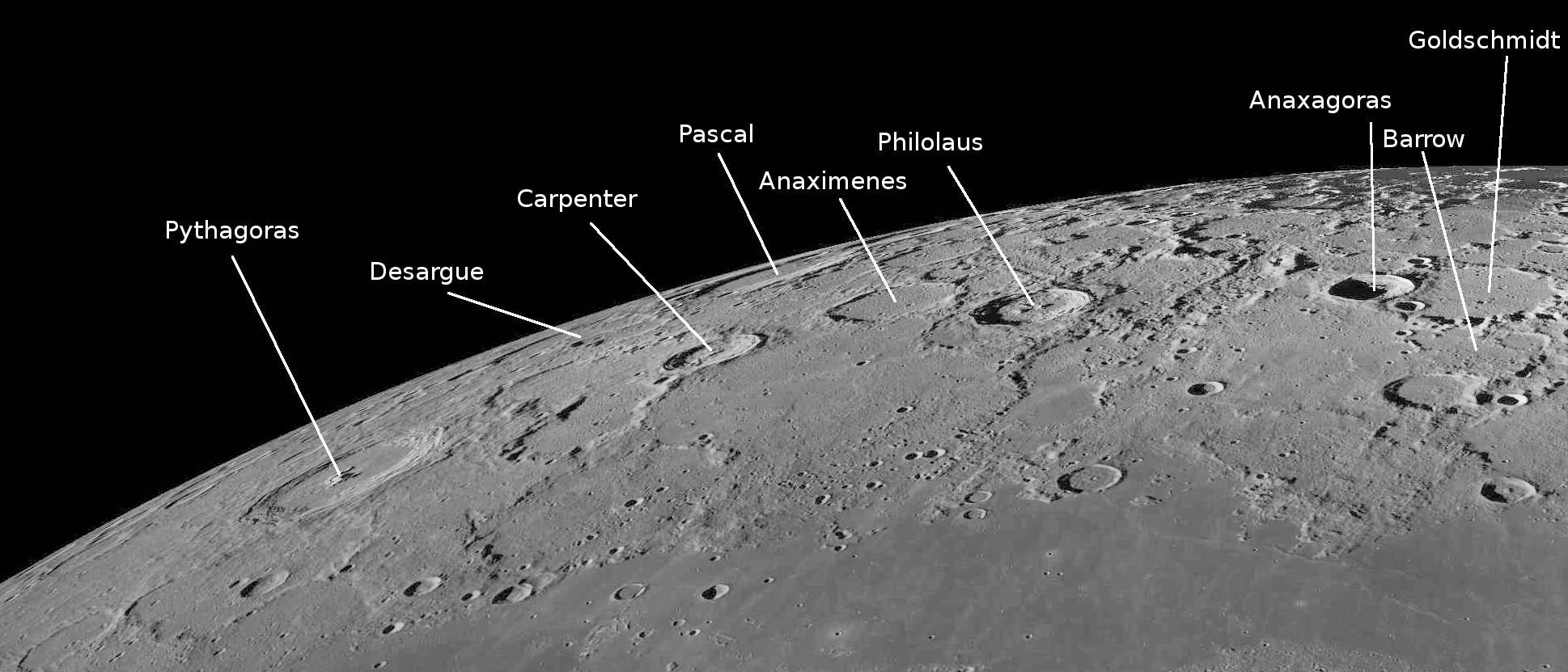
Poloha kráteru Anaxagoras.

Anaxagoras je měsíční impaktní kráter nacházející se u severního okraje Měsíce na přivrácené straně. Zasahuje ze západu do většího kráteru Goldschmidt s plochým dnem. Anaxagoras má průměr 51 km, pojmenován byl podle řeckého antického filosofa Anaxagora.
Západo-jihozápadně leží kráter Philolaus, jiho-jihovýchodně kráter Epigenes. Severozápadně lze nalézt kráter Mouchez.

## Satelitní krátery
V okolí kráteru se nachází několik menších kráterů. Ty byly označeny podle zavedených zvyklostí jménem hlavního kráteru a velkým písmenem abecedy.
| Anaxagoras | Sel. šířka | Sel. délka | Průměr |
| ---------- | ---------- | ---------- | ------ |
| A          | 72.2° S    | 6.9° Z     | 18 km  |
| B          | 70.3° S    | 11.4° Z    | 5 km   |